# Alexandre Torres
Alexandre Torres est un footballeur brésilien né le 22 août 1966. Il évoluait au poste de défenseur.